# Harrison Dillard
Harrison Dillard (Cleveland, Ohio, 1923. július 8. – Cleveland, Ohio, 2019. november 15.) négyszeres olimpiai bajnok amerikai rövidtávfutó, gátfutó.

## Pályafutása
Az 1948-as londoni olimpián 100 méteres síkfutásban, az 1952-es helsinki olimpián 110 méteres gátfutásban lett olimpiai bajnok. Mindkét olimpián aranyérmes lett a 4 × 100 m váltóban.

## Sikerei, díjai
- Olimpiai játékok
  - aranyérmes (4): 1952, Helsinki (110 m, 4 × 100 m váltó), 1952, Helsinki (110 m gát, 4 × 100 m váltó)